# パコルス1世

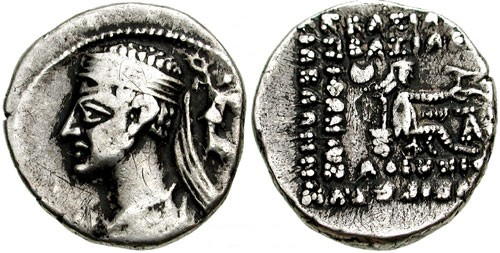
パコルス1世

パコルス1世（Pacorus I、在位：紀元前39年 - 紀元前38年?）は、アルサケス朝パルティアの王子。有力な将軍としてローマと戦ったが戦死した。

## 来歴
パルティア王オロデス2世の息子として生まれた。オロデス2世の治世下において共同統治者の地位にあった可能性もある。
紀元前53年のカルラエの戦いでパルティア軍がローマ軍に対して勝利を収めた後、パコルスはローマへの更なる攻撃の指揮を執り、紀元前51年に軍勢を率いてシリアを攻撃した。パコルスは各地で勝利を収めたが、東方での動乱のためにパルティア軍はローマ領から撤収した。
紀元前40年にローマの反逆者クィントゥス・ラビエヌスと結んで再びローマ領への侵入を開始した。アナトリア方面へ侵攻したラビエヌスと呼応して、パコルスはシリア地方を再び席巻し、その大半を支配下に置くことに成功した。更にハスモン朝のアンティゴノスと同盟を結んでエルサレムへ侵攻し、王位にあったヘロデを追放してアンティゴノスを王位につけた。
しかし紀元前39年には、アントニウス派のプブリウス・ウェンティディウス・バッスス率いるローマ軍の反撃を受け、ラビエヌスはタウルス山脈で戦死、パルティアの将軍ファルナパテスもアマーヌス山で敗死。結果、アナトリアが奪回され、ついでシリア地方が奪回された。
パコルス1世は一旦撤退した後、シリア地方の再征服を目指して紀元前38年に再びローマ領に侵攻したが、同年アンティオキアへの進軍中のギンダロスの戦いで、やはりウェンティディウス率いるローマ軍に敗れ、パコルス1世は戦死した。
ローマに対する敗戦と、王位継承の最有力候補を喪失したことはパルティアに政治的危機を齎し、オロデス2世はフラーテス4世によって暗殺された。